# Кори Волден
Торијан Кори Волден (енгл. Torrian Corey Walden; Ормонд Бич, 5. август 1992) амерички је кошаркаш. Игра на позицијама плејмејкера и бека.

## Каријера
Током колеџ каријере, Волден је играо за Стетсон (2010–2011) и Истерн Кентаки (2012–2015) у чијем дресу је током сениорске сезоне бележио 18,6 поена, 4 скока и 3,8 асистенција по мечу.
Након што 2015. није изабран на НБА драфту, играо је летњу лигу за Бостон селтиксе, потом потписао и краткорочни уговор у предсезони, али није успео да уђе у коначни састав Бостона за НБА лигу. У сезони 2015/16. играо је у НБА развојној лиги за Мејн ред клосе, да би у лето 2016. године дошао у Белгију где је потписао за Остенде, са којим је у сезони 2016/17. освојио национално првенство и куп.
У јулу 2017. одлази у Израел где потписује за Хапоел Холон. У сезони 2017/18. са екипом Холона је освојио Куп Израела, док је у наредној 2018/19. сезони био најкориснији играч првенства Израела након што је на 35 одиграних утакмица просечно постизао 18,4 поена уз 5 асистенција и 3,6 скокова.
У јулу 2019. године потписао је уговор са Партизаном. Са Партизаном је у сезони 2019/20. освојио Суперкуп Јадранске лиге и Куп Радивоја Кораћа, док је у Јадранској лиги и Еврокупу клуб био на првом месту до прекида такмичења због пандемије корона вируса. У Еврокупу, Волден је током групне фазе такмичења имао просечан учинак од 6,5 поена уз 3,3 асистенције и 2 изгубљене лопте по мечу. У Топ 16 фази, захваљујући добрим играма у два меча против Виртуса из Болоње, Кори је свој учинак побољшао на 9,8 поена 2,8 асистенција и 1,8 изгубљених лопти. У Јадранској лиги је имао учинак од 8,9 поена уз 1,8 асистенција и 1,4 изгубљене лопте. Иако је имао двогодишњи уговор, Волден је крајем јуна 2020. платио прописано обештећење Партизану, како би прешао у други клуб који му је понудио боље услове.
Дана 2. јула 2020. године потписао је двогодишњи уговор са Црвеном звездом. Првог фебруара 2021. објављено је да је Волден добио српско држављанство. Са Црвеном звездом је у сезони 2020/21. освојио Јадранску лигу и титулу првака Србије. У дебитантској сезони у Евролиги, Волден је имао просек од 10,5 поена, 1,8 скокова, 2,3 асистенције за 23 минута на терену. Био је важан део црвено-белог тима у току већег дела сезоне, али је због корона вируса пропустио завршни турнир Купа Радивоја Кораћа, а затим је због повреде леђа био на поштеди током прве две утакмице финалне серије Јадранске лиге, као и за време плеј-офа Суперлиге Србије. У јулу 2021. напустио је Црвену звезду и прешао у Бајерн Минхен са којим је потписао двогодишњи уговор.

## Успеси

### Клупски
- Остенде:
  - Првенство Белгије (1): 2016/17.
  - Куп Белгије (1): 2016/17.
- Хапоел Холон:
  - Куп Израела (1): 2017/18.
- Партизан:
  - Куп Радивоја Кораћа (1): 2020.
  - Суперкуп Јадранске лиге (1): 2019.
- Црвена звезда:
  - Првенство Србије (1): 2020/21.
  - Јадранска лига (1): 2020/21.
- Бајерн Минхен:
  - Куп Немачке (1): 2022/23.

### Појединачни
- Најкориснији играч Првенства Израела (1): 2018/19.